# Psalmopoeus cambridgei
Espèce
Synonymes
- Santaremia longipes F. O. Pickard-Cambridge, 1896

Psalmopoeus cambridgei est une espèce d'araignées mygalomorphes de la famille des Theraphosidae.

## Distribution
Cette espèce est endémique de la Trinité à Trinité-et-Tobago.

## Description

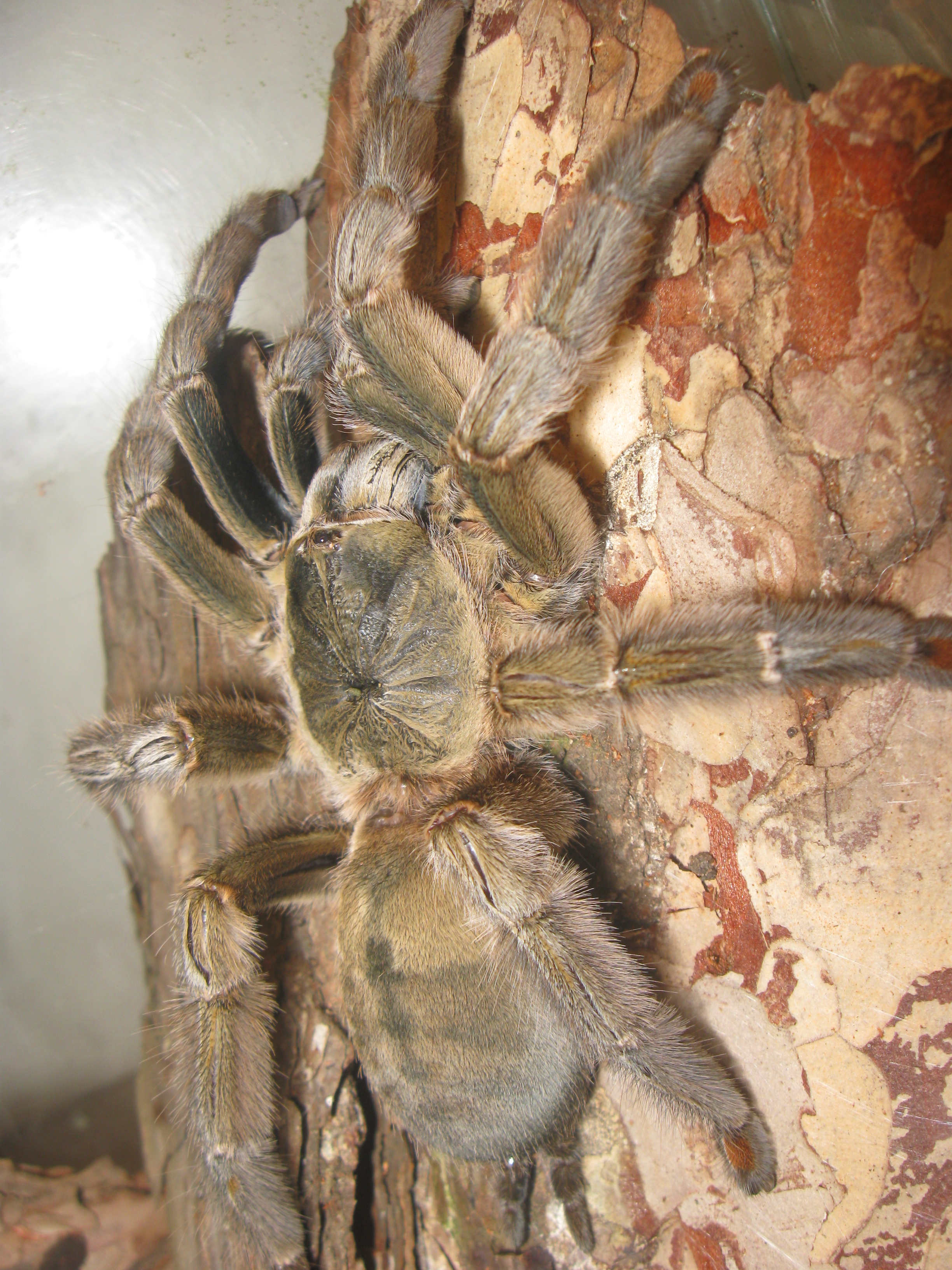
Psalmopoeus cambridgei

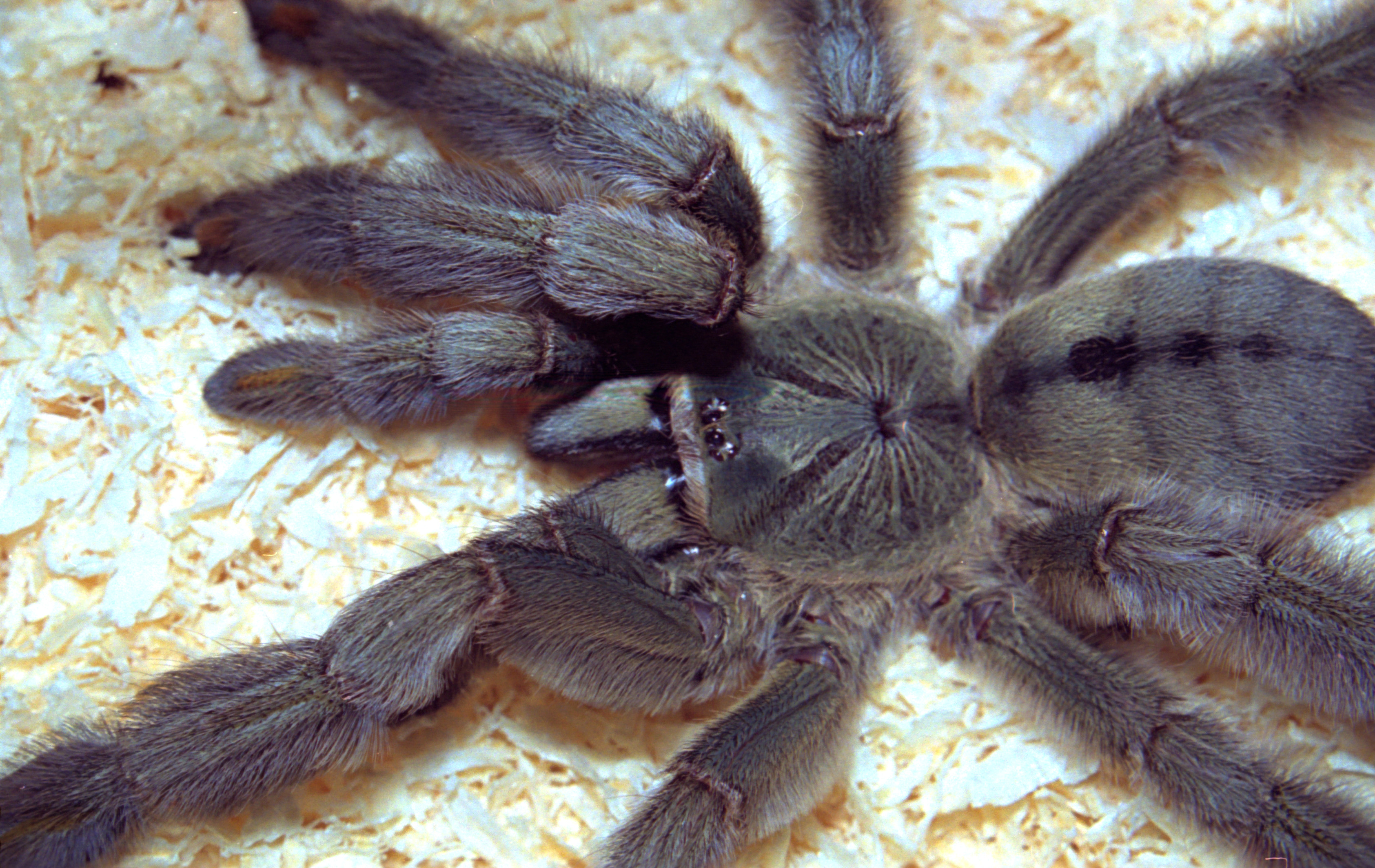
Psalmopoeus cambridgei

C'est une mygale arboricole.

## Étymologie
Cette espèce est nommée en l'honneur de Frederick Octavius Pickard-Cambridge.

## Publication originale
- Pocock, 1895 : On a new and natural grouping of some of the Oriental genera of Mygalomorphae, with descriptions of new genera and species. Annals and Magazine of Natural History, sér. 6, vol. 15, p. 165-184 (texte intégral).